# Îles Leygues
Les îles Leygues sont des îles françaises de l'océan Indien formant un petit archipel au nord de la Grande Terre dans l'archipel des Kerguelen, appartenant aux Terres australes et antarctiques françaises. Elles ont été nommées en hommage à Georges Leygues, ministre de la Marine de la IIIe République.

## Géographie
Composé d'environ cinq îlots, les deux principaux sont l'île de Castries et l'île Dauphine. Cette dernière constitue la borne septentrionale de la passe de la Résolution (avec l'île Howe pour borne méridionale).